# وستا سرخوش کرتیس
وستا سرخوش کرتیس (متولد تهران، ۱۳۳۰) (به انگلیسی: Vesta Sarkhosh Curtis) موزه دار موزه بریتانیا در حوزه سکه‌های خاورمیانه است. او مدیر مشترک پروژه بین‌المللی سکه‌های پارتی (Sylloge Nummorum Parthicorum (SNP)) و سردبیر مشترک سری های SNP است.
کرتیس در تهران به دنیا آمد. او فوق لیسانسش را در زمینه باستان‌شناسی خاورنزدیک و زبان‌های باستانی ایران از دانشگاه گوتینگن گرفت. دکترایش را در زمینه هنرهای پارتی از کالج دانشگاهی لندن دریافت کرد. در بین سال های 1983 تا 2003 میلادی او ویراستار مشترک ایران: مجله انجمن ایرانشناسی بریتانیا بود. در بین سال های 1998 تا 2003 او منشی (Secretary) انجمن ایران‌شناسی بریتانیا (BIPS) بود. او بین سال‌های 2006 تا 2011 رئیس BIPS بود. او بین سال های 2005 تا 2010 منشی (secretary) انجمن سلطنتی سکه‌شناسی بود. کرتیس یکی از اعضای کمیته آکادمی بنیاد میراث ایران است.
او مدیر افتخاری انجمن ایران‌شناسی بریتانیا است.. او با جان کرتیس، مدیر بنیاد میراث ایران و پروژه های ویژه خاومیانه در موزه بریتانیا ازدواج کرده است.
وی در ایجاد مجموعه ایده ایران با بنیاد سودآور همکاری کرده است.

## آثار منتخب
- Rivalling Rome. Parthian Coins and Culture, by Vesta Sarkhosh Curtis and Alexandra Magub (Spink, 2020). ISBN 9781912667444
- Curtis, Vesta Sarkhosh; Pendleton, Elizabeth J; Alram, Michael; Daryaee, Touraj (2017), The Parthian and early Sasanian empires : adaptation and expansion : proceedings of a conference held in Vienna, 14-16 June 2012, British Institute of Persian Studies archaeological monographs series, 5., Oxbow Books, ISBN 9781785709623
- Curtis, Vesta Sarkhosh; Canby, Sheila R (2014), Persian love poetry, Interlink Books, an imprint of Interlink Publishing Group, Inc, ISBN 978-1566569552
- Curtis, Vesta Sarkhosh (2009), The rise of Islam, Idea of Iran, 4., I.B. Tauris, ISBN 978-1845116910
- Curtis, Vesta Sarkhosh (2005), Persian myths, Legendary past., University of Texas Press, ISBN 9780292711587
- Curtis, Vesta Sarkhosh; Hillenbrand, Robert (1998), The art and archaeology of ancient Persia : new light on the Parthian and Sasanian empires, London, ISBN 9781860640452